# مسجد الإمام علي (المعامير)
مسجد الإمام أمير المؤمنين علي (ع) في المعامير يقع في البحرين، 

## سبب التسمية
سمي بهذا الاسم نسبة للإمام علي (ع)ومؤسسه هو الذي وضع اسمه وأوقفه على أن يبنى في المعامير ويسمى بجامع الإمام علي (ع) وأن يحتوي حوزة علمية تحمل نفس الاسم - حوزة الإمام أمير المؤمنين (ع) الدينية -.

## التأسيس
مؤسسه هو الشيخ محمد جعفر السعيد، وقام ببنائه سعادة الوجيه الحاج أحمد حمدان بودبس - إماراتي -، وقد دله على بنائه الشيخ محمد جعفر السعيد والشيخ علي العصفور.
أما تاريخ التأسيس فقد بدأ البناء فيه في 16/6/1999م وقد استغرقت عملية البناء حوالي عامين وشهر إذ اكتمل البناء في تاريخ 3/7/2001م وهذا المسجد يعتبر سادس مسجد في المعامير من حيث التأسيس وتتسع مساحته لحوالي ألف وخمسة مائة مصلي(1500) وقد قام بتصميم البناء والإشراف عليه (مكتب المدينة للخدمات الهندسية) وقد قامت مؤسسة البشائر بتنفيذ عملية البناء.

## تفاصيل المسجد
وللجامع قبة كبيرة مطلية باللون الذهبي ومنارتان يبلغ ارتفاع كل واحدة عن الأرض (750/ 20 متر) وللجامع مكتبة عامة كبيرة مزودة بما يحتاجه طالب العلم والمثقف ومزودة بكتبة صوتية ومرئية وأجهزة كمبيوتر وتحوي غرف للإدارة في الدور الأول ومطبخ كبير للمناسبات ويشتمل الجامع على دورتين للمياه إحداها للرجال والأخرى للنساء.
وأما الخطوط والزخارف الداخلية فقد نفذها مكتب الرسام للفنون الجميلة بيد الفنان عقيل حسين. وبعض الخطوط كانت بيد محمد علي البحارنة وسلمان أكبر، واسفل القبة كتب اسم الجلالة اربع مرات بخط جميل وتحيط بالمشربية من الأسفل آية الكرسي وكذلك الدور الأول.وتوجد أسفل القبة ثرية كبيرة وقطرها يبلغ أربعة أمتار وارتفاعها يبلغ 5،5 أمتار، وأما شكل فقد روعي فيها شكل بوابة مشهد الإمام علي (ع)، وللجامع العديد من النوافذ ففي الجهة الشمالية اربع نوافذ في الأسفل وأربع نوافذ في الأعلى وكذلك الجهة الجنوبية والجامع مفروش بأثاث وسجاد احمر اللون والجامع يحوي منبرا للخطابة الحسينية وللجامع الكثير من التفاصيل.
وتقام فيه صلاة الجماعة بإمامة الشيخ محمد جعفر عبد الحسين السعيد، حيث خصه باني المشروع بهذا، والمؤذن فيه هو الحاج محمد رضا العقش.
http://www.alnour-group.com/vb/showthread.php?t=4161